# Addar
Addar – imię męskie pochodzenia biblijnego. Wywodzi się od słowa oznaczającego „wspaniały”.
Addar imieniny obchodzi 21 kwietnia.